# Hydroxyde
Pour les articles homonymes, voir OH et HO.
Un hydroxyde est un sel métallique de formule générique [M](OH)n (comme NaOH, KOH, Ca(OH)2, Al(OH)3...), constitué d'un cation métallique et d'un ou de plusieurs anions hydroxydes.
L'ion hydroxyde (ou hydroxyle) est l'anion OH−. C'est un des ions polyatomiques les plus simples : il est constitué d'un atome d'oxygène et d'un atome d'hydrogène, et il porte une seule charge élémentaire négative, centrée sur l'atome d'oxygène. Cet anion est basique car il peut accepter un proton (H+, ou H3O+) et donner ainsi lieu à la formation d'une molécule d'eau (H2O). En raison de la dissociation des molécules d'eau (autoprotolyse de l'eau), il est présent dans l'eau en équilibre avec les ions H3O+. Il est responsable de la précipitation des hydroxydes métalliques des cations multivalents qui s'hydrolysent dans l'eau d'autant plus facilement que leur charge électrique est importante.
En raison de la paire électronique que l'atome d'oxygène peut engager dans une liaison chimique, c'est aussi une base de Lewis et une puissante espèce nucléophile en chimie organique.

## Caractère nucléophile de l'ion OH−
L'ion hydroxyde OH− possède un caractère nucléophile intermédiaire entre celui de l'anion fluorure F−, et celui de l'ion amidure NH2−.
La réaction d'hydrolyse d'un ester :
R1COOR2 + OH– → R1COOH + –OR2
–OR2 + H2O → HOR2 + OH–
également connue sous le nom de réaction de saponification est un exemple de  substitution nucléophile où l'anion hydroxyde joue le rôle de nucléophile. Dans ce cas, le groupe sortant est un ion alcoolate (–OR2), qui réagit immédiatement avec une molécule d'eau pour former l'alcool correspondant (HOR2).
La nucléophilie de l'anion OH– se mesure par la constante de vitesse de la réaction correspondante alors que son caractère basique se traduit par une constante d'équilibre.

## Hydroxydes métalliques présents dans l'environnement

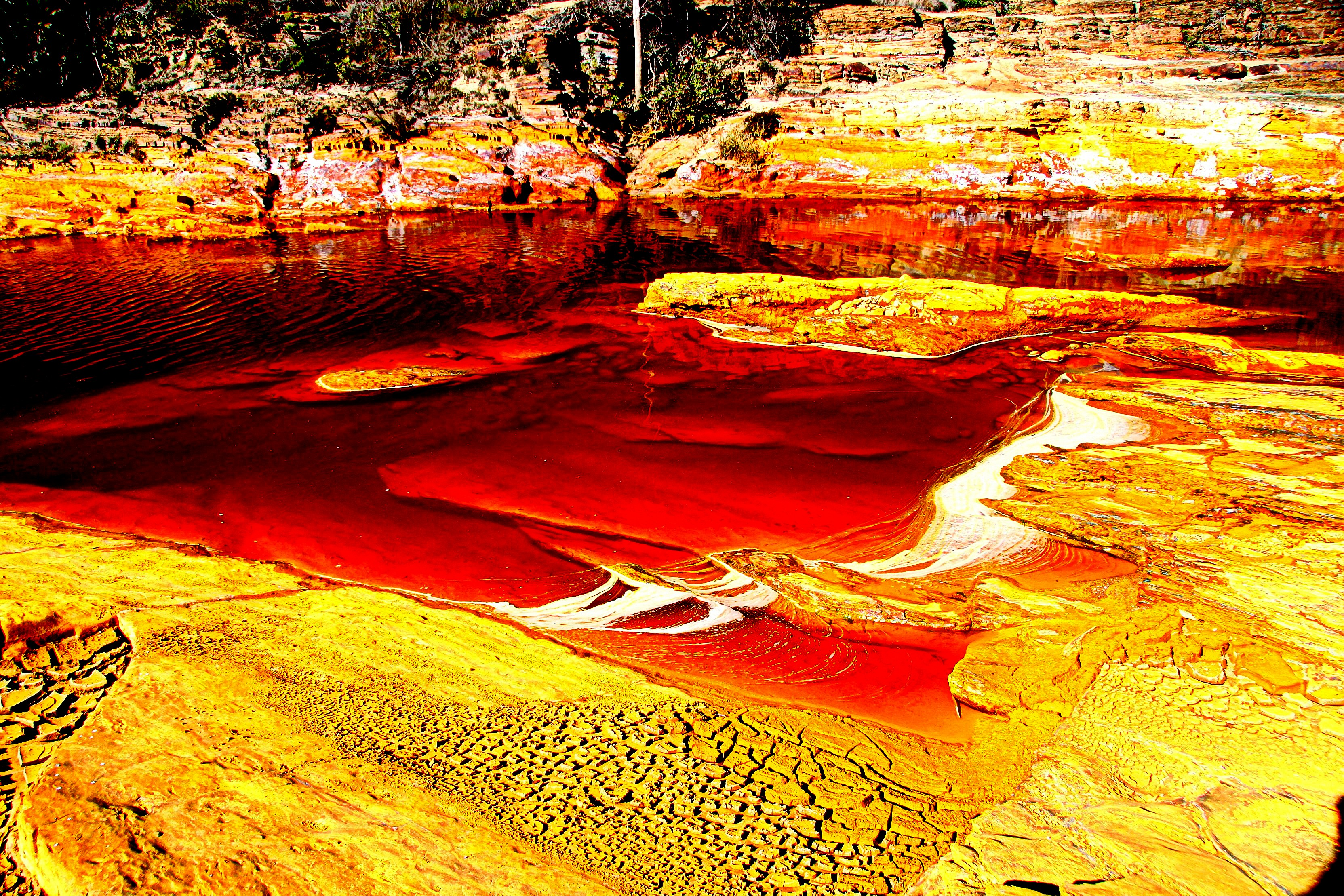
Río Tinto en Andalousie (Espagne). L'eau du fleuve est teintée en rouge orangé par la présence d'hydroxydes de Fe(III) (et FeOOH) provenant de drainages miniers acides de mines de sulfures de cuivre et d'argent exploitées dans la région depuis l'antiquité.

Les hydroxydes sont chimiquement réactifs. Juste après leur précipitation en phase aqueuse à température ambiante, ils peuvent être encore partiellement amorphes ou possèdent des structures moléculaires assez peu ordonnées à l'échelle des moyennes et longues distances et sont mal cristallisés (texture cryptocristalline). Comme ils sont susceptibles d'évoluer dans le temps, leur durée de vie peut être parfois relativement limitée et après un temps de vieillissement suffisant, ils recristallisent souvent en oxydes métalliques hydratés ou sous une autre forme chimiquement plus stable. Cela ne modifie en rien le caractère éventuellement toxique des ions métalliques qu'ils peuvent contenir, mais peut modifier leur disponibilité en fonction de leur solubilité.
Les hydroxydes de fer  notamment peuvent se rencontrer dans l'environnement de surface. Leur précipitation peut être purement abiotique  ou également favorisée par certains micro-organismes comme les ferro-bactéries par exemple (bactéries ferro-oxydantes ou ferri-réductrices).
Les eaux souterraines à l'abri de l'oxygène de l'atmosphère peuvent contenir des concentrations élevées en ions ferreux (Fe2+). Si elles entrent en contact avec l'oxygène de l'air, les ions ferreux (Fe2+) dissous s'oxydent en ions ferriques (Fe3+) beaucoup moins solubles et des oxyhydroxydes de fer-III (ferrihydrite) (FeO(OH)) précipitent. La grande différence de solubilité entre les composés de Fe-II et de Fe-III (~ facteur 100) s'explique par la charge électrique plus importante portée par les ions Fe3+ et l'attraction coulombienne plus élevée entre ions de charge opposée qui en résulte au sein de leur réseau cristallin. La précipitation d'oxydes ferriques hydratés peut s'observer naturellement dans les sources d'eau minérale ferrugineuses comme les pouhons dans la région de Spa et des Hautes Fagnes dans l'est de la Belgique.
L'oxydation de la pyrite FeS2 produit également de l'acide sulfurique et des oxyhydroxydes de fer, responsables de la coloration rouge caractéristique des cours d'eau affectés par d'anciennes exploitations minières de sulfures métalliques tels que notamment la blende (ZnS) et la galène (PbS) généralement associés à la pyrite. C'est le problème des drainages miniers acides, dont un exemple historique marquant est le Río Tinto ("le fleuve rouge") dans le sud-ouest de l'Espagne en Andalousie.
Les ions hydroxydes peuvent également être présents dans des sels mixtes ou basiques, comme les hydroxy-carbonates ou carbonates basiques : c'est le cas de minéraux comme la chukanovite (Fe2(CO3)(OH)2) avec les ions Fe2+, ou la malachite (Cu2(CO3)(OH)2) et l'azurite (Cu3(CO3)2(OH)2) avec les ions cuivriques Cu2+. Des minéraux d'altération des schistes pyritifères comme la jarosite (KFe3(SO4)2(OH)6) et l'alunite (KAl3(SO4)2(OH)6) sont également des sulfates basiques produits par l'oxydation de la pyrite en milieu contenant aussi des minéraux argileux.
A côté des hydroxydes naturels on peut également rencontrer des hydroxydes d'origine industrielle. Vu leur grande réactivité chimique, ils peuvent notamment interférer avec des processus biologiques ou physiques importants tels que ceux contrôlant l'inertage des boues d'épuration, voire avec la prise du ciment utilisé parfois pour immobiliser certains déchets toxiques contenant des ions métalliques de métaux lourds comme Zn2+ ou Pb2+.